# 2021 GW4
2021 GW4は、 5メートル (16 ft) のアポロ群に属する地球近傍天体である。2021年4月8日にレモン山サーベイによって発見された。2021年4月12日13:01（UTC）に地球の表面から19821キロメートルの距離を通過した。接近距離の不確実性は±30キロメートルであった。
地球への接近により、2021 GW4の軌道は内側に移動し、2021 GW4の公転周期は約71日（678日から607日）短くなった。この結果、2021 GW4は2021年5月6日に近日点（太陽に最も接近）に到達する。
流星の科学者ピーター・ブラウンと天文学者ジョナサン・マクダウェル、Michael Buschは、2021年4月13日2:16（UTC）の南フロリダ近くでみられた火球とは無関係であることを示した。
なお、その無関係の火球は海抜 100キロメートル (62 mi) で見え、 23マイル (37 km) の地点で空中破裂してからDark flightし、大西洋へ落下した。毎日何千もの火球が発生する。